# Orden für Verdienste um das Handwerk (Frankreich)

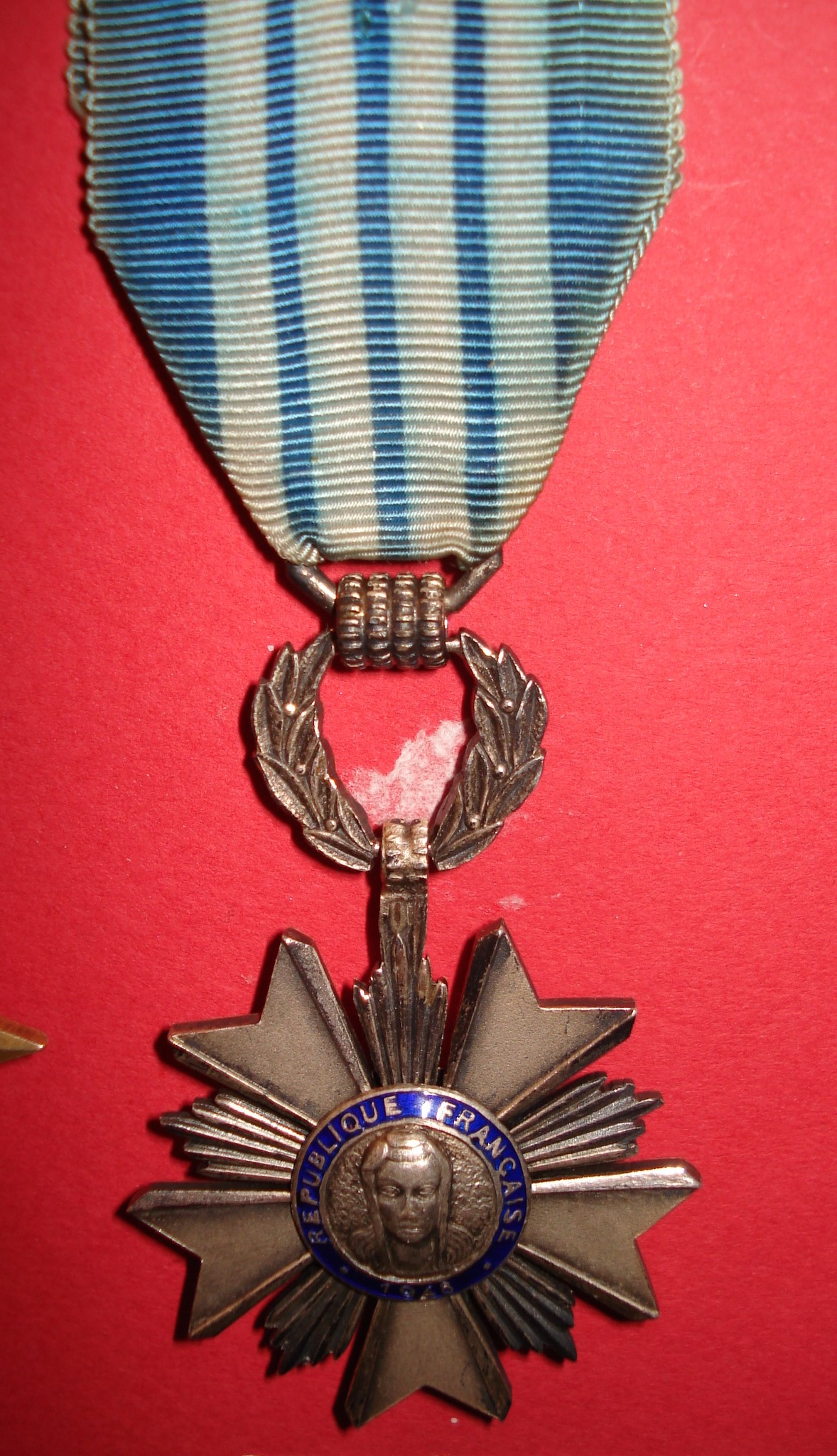
Orden für Verdienste um Handwerk

Der Orden für Verdienste um das Handwerk (fr. Ordre du Mérite artisanal) ist ein ehemaliger französischer Verdienstorden, der 1948 geschaffen und bis zur Stiftung des Nationalverdienstordens (fr. Ordre national du Mérite) 1963 verliehen wurde.   

## Geschichte
Der Orden für Verdienste um das Handwerk wurde am 11. Juni 1948 per Dekret durch den Staatspräsidenten Vincent Auriol gestiftet und war zur Belohnung von Personen vorgesehen, die sich auf dem Gebiet des Handwerks um die Französische Republik verdient gemacht hatten. Die Verleihung der Auszeichnung erfolgte auf Vorschlag des Handelsministers. Die Verleihung des Ordens für Verdienste um das Handwerk wurde 1963 im Zuge der Reorganisation des französischen Ordenswesens und der Stiftung des Nationalverdienstordens eingestellt.

## Klassen
Der Orden besteht aus drei Klassen und die Zahl der jährlichen Verleihungen war reglementiert.
- Kommandeur (4 Verleihungen)
- Offizier (20 Verleihungen)
- Ritter (70 Verleihungen)

Im Jahre 1951 wurde per Dekret die Anzahl der jährlichen Verleihungen in der II. Klasse auf 26 und in der III. Klasse auf 140 Mitglieder erhöht.
Um mit dem Orden ausgezeichnet zu werden, musste man das 40. Lebensjahr vollendet haben und seit mindestens 20 Jahren auf diesem Gebiet tätig gewesen sein. Die Verleihung des Offizierkreuzes konnte frühestens acht Jahren nach der Ernennung zum Ritter, die des Kommandeurkreuzes frühestens fünf Jahren nach der Ernennung zum Offizier erfolgen.

## Ordensdekoration
Das Ordenszeichen ist ein Silber vergoldetes fünfarmiges Kreuz (Ritter ohne Vergoldung) mit jeweils kleinen Strahlenbündeln zwischen den Kreuzarmen. Im Medaillon, das von einem blau emaillierten Reif mit der Inschrift REPUBLIQUE FRANCAISE · 1948 (Republik Frankreich) umschlossen ist, der Kopf der Marianne. Rückseitig im Medaillon eine nach unten zeigende ausgestreckte Hand, die von dem bereits beschriebenen Reif mit der Inschrift MERITE ARTISANAL · LABEUR · QUALITE (Handwerkliches Verdienst · Arbeit · Qualität) umgeben ist.
Zwischen Ordenszeichen und Tragering befindet sich ein Lorbeerkranz.

## Trageweise
Getragen wird das Kommandeurkreuz als Halsorden. Die Ordenszeichen der Offiziere und Ritter am Band auf der linken Brustseite, wobei auf dem Band des Offizierskreuzes noch eine Rosette angebracht ist.
Das Ordensband ist blau mit vier weißen Mittelstreifen.

Bandschnallen des Ordens für Verdienste um das Handwerk
Kommandeur
Offizier
Ritter